# Дјечаци
Дјечаци су реп састав из Сплита. Група је настала 2005. године, а неки од чланова су претходно заједно били у групи Киша метака. Први албум Драма издали су 2009. године за ДОП Рекордс/Менарт, а донио им је награду Златна коогла за албум године, као и награду Индекси за хип-хоп албум године. Други албум Истина издали су 2011. године за издавачку кућу Croatia Records. Пјесма „Ловринац” са албума им је донијела номинацију за награду Порин за хит године. Њихов трећи и посљедњи албум Фирма изашао је 2015. године, а поново су издали за издавачку кућу Croatia Records. Група је имала свој посљедњи концерт 22. септембра 2018. године у Загребу.

## Чланови
- Војко Врућина
- Иво Сиво
- Зондо

## Дискографија

### Студијски албуми
- Драма (Менарт/DOP Records, 2008)
- Истина (Croatia Records, 2011)
- Фирма (Croatia Records, 2015)

### Синглови
- „Зони ти си луд” (Croatia Records, 2013)[7][8]
- „Струја” (Croatia Records, 2014)

### Пјесме ван албума
Пјесме које нису на албумима, од 2004. до 2016. године:
- 2004: „Боли нас ку*ац шта вама пише у Винампу”, „Типковнице у зрак”, „Најбоља пјесма”, „Назад на угао”
- 2005: „На крају дана”, „Оптика 2005”, „Бенгање на кули”, „Дан-Д за панде”
- 2006: „Долежал Сања”, „Чисто злато”, „Курве и олово”, „Говно је на ватри”, „Сводничин'”
- 2010: „Тиквице”, „ТОП”
- 2012: „Ultima Fartenzza”
- 2013: „Зони ти си луд”
- 2014: „Megalopolis Noir”
- 2016: „Кома”

## Награде
| Година | Награда       | Категорија                   | Дјело        | Исход      | Реф.   |
| ------ | ------------- | ---------------------------- | ------------ | ---------- | ------ |
| 2008.  | Златна коогла | Нови извођач године          | —            | Номинација | [ 11 ] |
| 2009.  | Златна коогла | Спот године                  | „Камионџије” | Номинација | [ 12 ] |
| 2009.  | Златна коогла | Албум године                 | Драма        | Освојили   | [ 12 ] |
| 2009.  | Индекси       | Хип хоп албум године         | Драма        | Освојили   | [ 13 ] |
| 2012.  | Порин         | Најбољи албум клупске музике | Истина       | Номинација | [ 14 ] |
| 2013.  | Порин         | Хит године                   | „Ловринац”   | Номинација | [ 15 ] |